# Emily Arnesen
Emily Arnesen (Kristiania, 14 juni 1867 – Oslo, 13 augustus 1928) was een Noorse zoöloog. Zij was de tweede Noorse vrouw die een doctorstitel behaalde en staat vooral bekend om haar studies over sponzen.

## Vroege leven
Arnesen begon in 1891 te studeren aan de Royal Frederick University in haar geboortestad Kristiania. Ze volgde een wetenschappelijke opleiding, maar kon daar slechts een jaar blijven, tot 1892, voordat ze naar Stockholm vertrok, waar ze gouvernante werd bij de familie van een dominee. Tijdens haar studies keerde Arnesen regelmatig terug naar het werk als gouvernante bij verschillende families om in haar levensonderhoud te voorzien. Tijdens haar tijd in Stockholm begon Arnesen lessen te volgen die haar interesse in zowel zoölogie als botanie aanwakkerden. Na haar terugkeer naar de universiteit van Kristiania begon Arnesen met het lesgeven aan klassen en privélessen, maar ze besteedde haar vrije tijd aan de studie van zoölogie bij Johan Hjort. Dit ging drie jaar lang door totdat ze de universiteit verliet en in laboratoria ging werken.

## Volwassen leven
Arnesen deed in 1894 voor het eerst een poging om zoölogie te studeren in een laboratorium in Berlijn, maar ze werd afgewezen. Hierna gaf ze les op scholen in Kristiania en werkte ze tijdens het schooljaar in het zoölogisch laboratorium in de stad. In de zomer bestudeerde ze kustfauna bij de Noorse kustbiologische stations.
In 1901 ontving Arnesen een beurs waarmee ze naar Zürich in Zwitserland kon reizen. Daar rondde ze haar doctoraat af over de structuur van het bloedvatenstelsel bij bloedzuigers, onder begeleiding van anatoom Arnold Lang. In 1903 behaalde ze haar doctoraat. Na haar promotie bracht Arnesen vier maanden door in het zoölogisch museum van Amsterdam. Onder leiding van Max Wilhelm Carl Weber was ze daar verantwoordelijk voor een collectie dieren waarin ze tijdens haar werk aan de Noorse kusten geïnteresseerd was geraakt: sponzen. In 1905 werd Arnesen conservator van het zoölogisch museum in Kristiania, een functie die ze bekleedde tot 1926, toen ze om gezondheidsredenen met pensioen ging. Van 1906 tot 1913 gaf ze ook lezingen over ongewervelden aan de Royal Frederick University.

### Betrokkenheid bij maatschappelijke vraagstukken
Naast haar biologische interesses was Arnesen ook aanwezig in veel sociale kringen en was ze actief in het politieke leven, met name op het gebied van vrouwenrechten en kiesrecht. Ze was lid van het uitvoerend comité van de Noorse Vrouwenbond en schreef regelmatig voor kranten over onderwerpen variërend van professionele zaken tot sociale kwesties. 

## Gepubliceerde werken
In 1898 publiceerde Arnesen haar eerste artikel over de anatomie van koralen. Tegenwoordig is ze vooral bekend om haar bijdragen aan de studie van sponzen. Zij was hoogstwaarschijnlijk de eerste Noorse die onderzoek deed naar sponzen. Sindsdien hebben maar weinig Noren zich meer op deze soort geconcentreerd. Arnesen publiceerde tussen 1901 en 1920 artikelen over sponzen, waarbij haar artikel uit 1903 over de geografische verspreiding van sponzen van bijzonder belang was. Arnesen schreef een lesboek voor zoölogie op middelbare scholen, waarin de nadruk lag op de ideeën van Charles Darwin over evolutie. In 1912 publiceerde ze ook de eerste gids voor het zoölogisch museum. Hierbij werd aandacht besteed aan de vele verschillende groepen ongewervelden en werden de tentoongestelde collecties toegelicht.
De bijdrage van Arnesen aan de sponzen wordt erkend in de namen van een aantal sponzen: Haliclona arnesenae, Anchinoe arneseni (nu junior synoniem van Phorbas perarmatus) en Clathrina arnesenae.